# Liezen
Liezen est une ville autrichienne chef-lieu du district de Liezen en Styrie qui est le plus étendu d’Autriche.

## Géographie
La ville s'étend sur 91,72 km² et compte 8 266 habitants depuis le dernier recensement de la population. La densité de population est de 90/km².
Entourée par Lassing, Weißenbach bei Liezen (intégrée récemment à la commune de Liezen) et Wörschach, Liezen est située à 54 km au Sud-Ouest de Steyr la plus grande ville des environs.
Située à 664 mètres d'altitude, la ville de Liezen a pour coordonnées géographiques Latitude: 47° 34' 8 Nord ; Longitude: 14° 14' 35 Est.

## Jumelages
- Solms (Allemagne) depuis 1980[1]
- Telsiai (Lituanie)

## Dans la fiction
C'est dans cette commune qu'est censé se trouver le château de Malko Linge, héros de la série SAS créée par Gérard de Villiers.